# Колледж-Корнер (Огайо)
Колледж-Корнер (англ. College Corner) — селище (англ. village) в США, в округах Пребл і Батлер штату Огайо. Населення — 387 осіб (2020).

## Географія
Колледж-Корнер розташований за координатами 39°34′8″ пн. ш. 84°48′41″ зх. д. / 39.56889° пн. ш. 84.81139° зх. д. (39.568912, -84.811410).  За даними Бюро перепису населення США в 2010 році селище мало площу 0,68 км², з яких 0,65 км² — суходіл та 0,03 км² — водойми.

## Демографія
Згідно з переписом 2010 року, у селищі мешкало 407 осіб у 172 домогосподарствах у складі 107 родин. Густота населення становила 598 осіб/км².  Було 209 помешкань (307/км²).
Расовий склад населення:
| - 97,1 % — білих - 1,0 % — чорних або афроамериканців - 0,5 % — корінних американців - 0,2 % — азіатів |

До двох чи більше рас належало 1,2 %. Частка іспаномовних становила 0,2 % від усіх жителів.
За віковим діапазоном населення розподілялося таким чином: 23,6 % — особи молодші 18 років, 64,6 % — особи у віці 18—64 років, 11,8 % — особи у віці 65 років та старші. Медіана віку мешканця становила 38,1 року. На 100 осіб жіночої статі у селищі припадало 101,5 чоловіків;  на 100 жінок у віці від 18 років та старших — 99,4 чоловіків також старших 18 років.
Середній дохід на одне домашнє господарство  становив 44 364 долари США (медіана — 36 136), а середній дохід на одну сім'ю — 55 057 доларів (медіана — 46 786). Медіана доходів становила 30 781 долар для чоловіків та 30 313 долари для жінок. За межею бідності перебувало 15,2 % осіб, у тому числі 9,4 % дітей у віці до 18 років та 8,9 % осіб у віці 65 років та старших.
Цивільне працевлаштоване населення становило 219 осіб. Основні галузі зайнятості: освіта, охорона здоров'я та соціальна допомога — 24,7 %, роздрібна торгівля — 17,4 %, виробництво — 13,7 %.